# Utsuro-bune

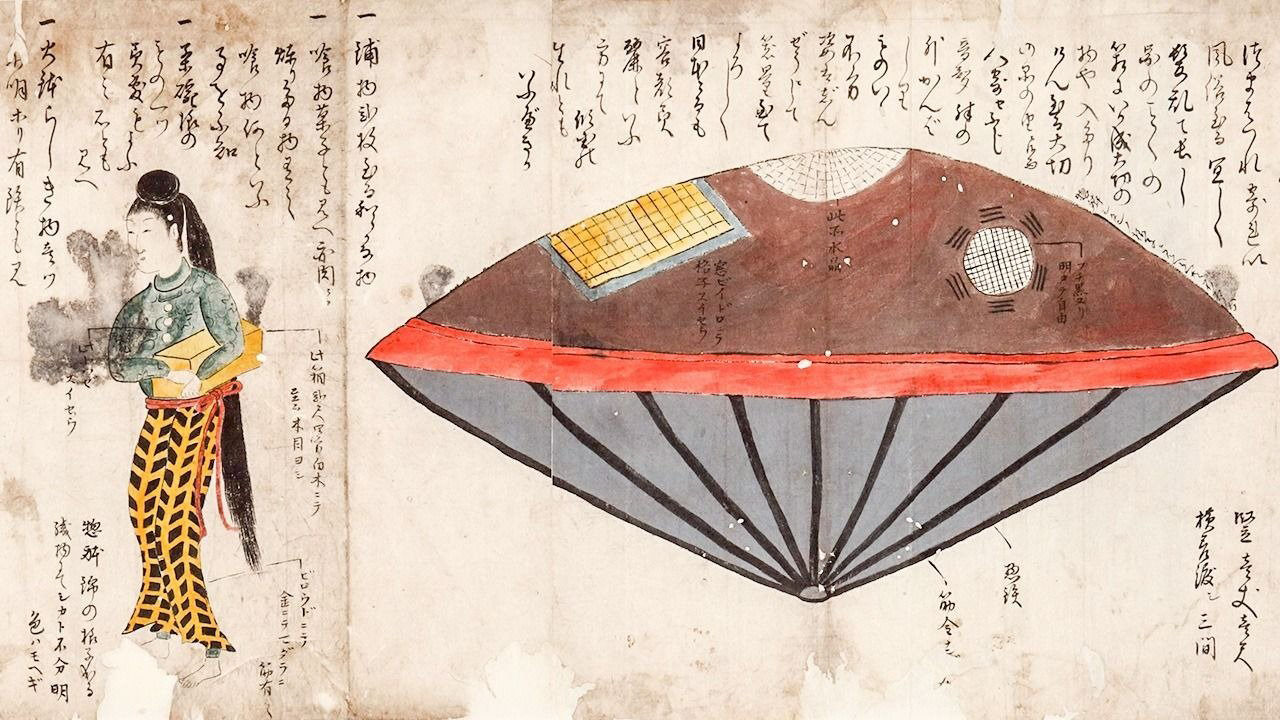
Utsuro-bune, représentation tirée de Hyōryū-ki-shū.

Utsuro-bune (虚舟, utsurobune, littéralement « bateau vide ») est le nom donné à une embarcation qui, selon une légende japonaise, aurait accosté au début de l'année 1803 sur les côtes de la préfecture d'Ibaraki.

## Description

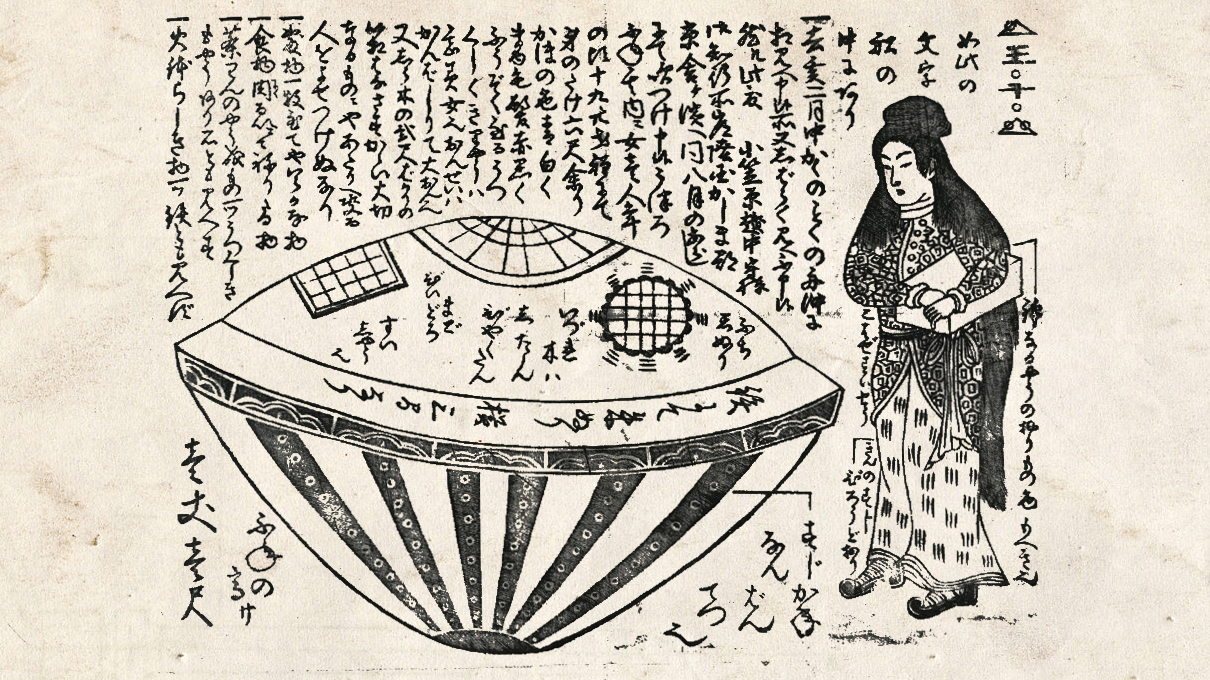
Utsuro-bune : représentation tirée d’Ume-no-chiri.

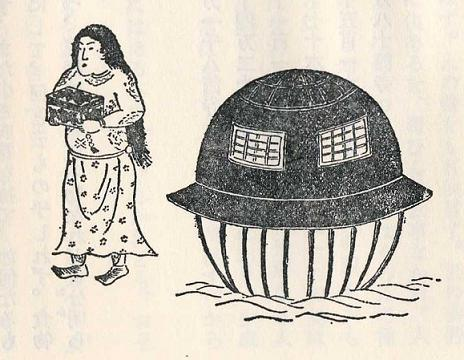
Autre représentation tirée de Toen shōsetsu.

En 1803, un petit navire de forme lenticulaire ressemblant à une soucoupe volante aurait dérivé en mer et se serait échoué sur les côtes de la province de Hitachi, aujourd'hui préfecture d'Ibaraki. De cette barque ronde atypique serait sortie une femme très belle aux cheveux rouges, vêtue d'habits étranges et portant une boîte. Cette femme parlait une langue inconnue et des signes mystérieux étaient écrits à l'intérieur de l'embarcation.

## Histoire
Cette histoire est mentionnée dans onze documents du XIXe siècle sous le nom d'« Histoire étrange du bateau vide du pays de Hitachi » (常陸国うつろ舟奇談, Hitachi-no-kuni utsuro-bune kidan), ou tout simplement « Utsuro-bune ». De ces documents, les plus connus sont :
- Toen shōsetsu (兎園小説?, « Histoires de jardins de lapins ») de Kyokutei Bakin, 1825, aujourd'hui propriété de la Bibliothèque centrale de Tenri, Préfecture de Nara[2],[3],[4].
- Hyōryū-ki-shū (漂流紀集?, « Recueil de récits sur des échouages ») rédigé après 1835 par un auteur anonyme, aujourd'hui conservé à la bibliothèque Iwase-Bunko (岩瀬文庫図書館?) de la ville de Nishio[3],[5].
- Ume-no-chiri (梅の塵?, « La poussière de la prune ») de Nagahashi Matajirō (長橋 亦次郎?) en 1844, aujourd'hui conservé à la bibliothèque Mukyū-Kai de Machida (Tokyo)[2],[3],[4].

C'est dans Toen shōsetsu que l'on trouve le récit le plus important. Dans Ume no-chiri, le récit est plus court et légèrement différent. Il existe d'autres écrits moins connus, comme « Notes de l'abri du rossignol » (鶯宿雑記, Ōshuku zakki), « Notes au fil du pinceau de Hirokata » (弘賢随筆, Hirokata zuihitsu), etc..
L'histoire de Utsuro-bune a été examinée scientifiquement pour la première fois en 1925 par l'ethnologue japonais Kunio Yanagita puis une deuxième fois en 1962. Le professeur Kazuo Tanaka (田中 嘉津夫, Tanaka Kazuo) s'est également penché sur cette légende en 1997. Les deux scientifiques ont évalué ce récit comme partie intégrante du folklore local. Pour Kunio Yanagita, cette légende n'a pas de fondement réel, contrairement à l'avis de Kazuo Tanaka.

## Analyse
Selon Kazuo Tanaka, dix des onze documents décrivent le lieu d'arrivée du vaisseau comme « le fief du seigneur Ogasawara », ou « la plage de Harayadori », des lieux indéterminés et contradictoires. Mais dans le onzième « Document du clan Ban », un document officiel d'informations collectées par le clan Ban lors de la succession du seigneur d'Owari, le lieu d'arrivée est la plage de Sharihama à Hitachi-hara, un lieu qui existe et qui correspond au lieu-dit actuel Sharihama, au cap de Hasaki, dans la ville de Kamisu.
D'après lui, il pourrait s'agir d'un vaisseau d'un pays étranger naufragé sur les côtes japonaises, dans un pays à l'époque refermé sur lui-même (voir sakoku). Mais bien que la date soit précisée, et que des dessins accompagnent tous les récits, la description de la femme et du vaisseau diffèrent selon les documents, et il n'y a pas de trace d'enquête des autorités locales, ce qui est inhabituel pour ce type d'histoire.
Dans la sous-culture occidentale, et surtout dans l'ufologie, le mystérieux Utsuro-bune est souvent présenté comme une rencontre du troisième type. Les représentations, en couleur ou en noir et blanc, du navire échoué auraient de grandes similitudes avec celle d'un objet sous-marin non identifié. L'Incident de Rendlesham présenterait également quelques similitudes. La mystérieuse boîte que l'étrange femme aurait gardé avec vigilance serait un dispositif technique[réf. nécessaire]. La langue inconnue de la femme est mise en exergue. Les investigations des historiens et les ethnologues sont le plus souvent délibérément ignorées.

## Utsuro-bune dans les mangas et les animes
Les utsuro-bune sont un sujet de prédilection de mangas et d'animes. Ainsi, par exemple, Mononoke se focalise sur le personnage de l'apothicaire du troisième arc d'Ayakashi. Dans Mononoke, une jeune femme est enfermée dans l’utsuro-bune mais il se révèle qu'elle est déjà morte. Elle a certainement été immolée par les démons de la mer.